# Molovin
Molovin (cyr. Моловин) – wieś w Serbii, w Wojwodinie, w okręgu sremskim, w gminie Šid. W 2011 roku liczyła 195 mieszkańców.